# Hoax
Hoax ili masovna obmana je bilo kakva prijevara koja ima za cilj lažno predstavljanje i obmanu ljudi, čiji se sadržaj najčešće nalazi u poruci ili spamu (neželjenoj pošti).
U informacijskim tehnologijama, hoax predstavlja svaku poruku koja lažnim informacijama navodi korisnika da oda povjerljive podatke ili bez opravdanog razloga poduzme neku radnju.
Najčešće se radi o krađi pristupnih podataka bankovnom računu, ali uobičajeni su i lančane e-mail koje upozoravaju korisnike o nepostojećim prijetnjama ili ih nagovaraju da poduzmu neku destruktivnu radnju na svom računalu. 
Najpoznatiji oblici prijevare traže od primatelja da preko svog bankovnog računa prebaci manju svotu novca na neki drugi račun. Korisnici, primamljeni bogatim provizijama često ostanu bez novca, dajući nepoznatoj strani podatke o pristupu svojem računu ili nesvjesno sudjeluju u ilegalnoj novčanoj transakciji. Često se stavlja i link na web stranicu na kojoj se trebaju prijaviti i otkriti neki osobni podatak u svrhu prijevare, a obično je takva web stranica lažna jer ima drugačije ime, a to se naziva phishing. Među rjeđim oblicima hoaxa nalaze se lanci sreće i vijesti o lažnim virusima. Lanci sreće u Australiji su strogo zabranjeni. 
Prosječna prijevara prepoznatljiva je po izrazito dramatičnom tonu i tekstu koji na senzacionalistički način govori o nekoj nevjerojatnoj pojavi. Obično se opravdava izjavom u samom tekstu u kojoj autor često upotrebljava izraze kao "znam da zvuči nevjerojatno" ili "začudit će vas ovo što vam pišem" kako bi zadobio povjerenje korisnika. Krajnji korisnici trebaju pristupati ovakvim porukama na krajnje pažljiv način, pa ako imaju realan razlog da vjeruju da je poruka istinita, trebaju pokušati provjeriti identitet pošiljatelja. Svako odbijanje da se odaju detalji o identitetu ili inzistiranje na korištenju kontaktnih informacija odvojenih od adrese pošiljatelja upućuju na prijevaru.
Primjer hoaxa je:
Ovu poruku Vam šalje osnivač Microsofta želeći vas upozoriti: svijetom vreba novi virus (zove se Miaxao) koji briše 99% datoteka s diska te onesposobljuje antivirusne programe. Miaxao je podrijetlom iz Kine, autor mu je nepoznat, kao ni datum nastanka. Do sada je, prema novijim podacima, napao 38 mil. računala u cijelom svijetu, i to uglavnom u Europi, SAD-u i Kanadi. Molimo Vas, proslijedite poruku svojim prijateljima i poznanicima koji vjerojatno ne znaju za virus.